# René Zia
René Zia (* 9. September 1991 in Salzburg) ist ein österreichischer Fußballspieler auf der Position eines Mittelfeldspielers.

## Karriere

### Verein
Zia begann seine aktive Karriere als Fußballspieler im Jahre 1997 beim Salzburger AK 1914. Dort durchlief er mehrere Jugendstationen, ehe er Anfang März 2001 zum SV Austria Salzburg abgegeben wurde. Während seiner Probezeit, die bis Mitte Juni 2001 dauerte, zeigte der damals zehnjährige Zia, welche Talente in ihm steckten. Beim SAK 1914 absolvierte er bis Ende August 2001 noch einige Spiele im Nachwuchsbereich, ehe er Anfang September 2001 in die Jugend des SV Austria Salzburg wechselte.
Beim UEFA-Cup-Finalisten von 1994 durchlief er bis zum Jahre 2005 verschiedene Jugendspielklassen. Als die Salzburger Austria im Jahre 2005  von Red Bull de factoübernommen wurde, hielt Zia dem Verein weiterhin die Treue und spielt seitdem im Nachwuchs des Vereins. Seit 2006 besuchte er auch die vereinseigenen Akademie.
Zias Karriere als Profifußballspieler begann im Jahre 2008, als er von der Jugend in den Kader der Red Bull Juniors geholt wurde. Doch musste er bis zum April 2009 warten, bis er endlich sein erstes Profispiel absolvieren durfte. Sein Profidebüt gab er dabei am 4. April 2009 bei der 1:2-Auswärtsniederlage gegen den FC Admira Wacker Mödling, als er in der 65. Spielminute für Marin Matos eingewechselt wurde. Sein erstes Profiligaspiel von Beginn an absolvierte er bereits bei seinem zweiten Einsatz, bei dem er auch die gesamte Spieldauer durchmachte, einer 1:4-Heimniederlage gegen den SC Austria Lustenau. Danach folgten weitere fünf Kurzeinsätze für die Zweitmannschaft von Red Bull Salzburg. Des Weiteren kam er während der Saison 2008/09 zu 13 Einsätzen in der U-19-Jugendliga. Für die Spielzeit 2009/10 stand Zia nicht mehr im Kader der Red Bull Juniors und durfte sich wieder in der BNZ U-19 beweisen. In 15 Spielen der U-19-Jugendliga konnte er 4 Tore erzielen.
Ab der Saison 2010/11 spielte Zia für den USK Anif in der Regionalliga West, danach wechselte er im Juni 2012 zum SV Austria Salzburg. Mit den Salzburgern konnte er 2015 in den Profifußball aufsteigen.
Nach dem Abstieg Salzburgs in die Regionalliga kehrte er im Sommer 2016 zum USK Anif zurück. Nach fünf Spielzeiten bei Anif kehrte er im Sommer 2021 wieder zum SV Austria Salzburg zurück. Für Austria Salzburg absolvierte er 105 Regionalligapartien, ehe er mit dem Team 2025 ein zweites Mal in die 2. Liga aufstieg.

### Nationalmannschaft
Nachdem er bereits für die österreichische U-17-Auswahl nominiert war, wurde Zia Ende Jänner 2009 in den Kader der U-18-Nationalmannschaft seines Heimatlandes berufen. Dabei war er mit der Mannschaft auf Trainingslager im türkischen Antalya, im Stadtteil Lara. Im April 2009 absolvierte er sein einziges Spiel im U-18-Team.